# Hyalinetta circumflexa
Hyalinetta circumflexa är en fjärilsart som beskrevs av Vincenz Kollar 1848. Hyalinetta circumflexa ingår i släktet Hyalinetta och familjen mätare. Inga underarter finns listade i Catalogue of Life.